# MusiCares Person of the Year

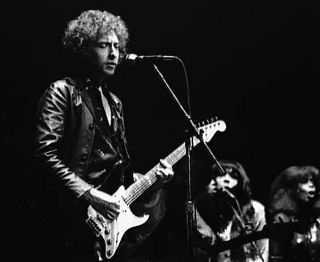
Bob Dylan erhielt 2015 die Auszeichnung MusiCares Person of the Year

MusiCares Person of the Year ist eine Auszeichnung, die jährlich in den Vereinigten Staaten von MusiCares, der Wohltätigkeitsorganisation der Recording Academy vergeben wird.

## Geschichte und Hintergrund
Die Recording Academy, mit Hauptsitz in Santa Monica, Kalifornien, vergibt seit 1959 jährlich die Grammy Awards, um damit künstlerische Leistung, technische Kompetenz und hervorragende Gesamtleistung ohne Rücksicht auf Album-Verkäufe oder Chart-Position zu würdigen.
Neben diesen Hauptpreisen für Aufnahmen und Werke eines bestimmten Jahres vergibt die Recording Academy auch mehrere persönliche Preise, darunter den Lifetime Achievement Award, die Auszeichnung für das Lebenswerk, den Grammy Trustees Award, den Technical Grammy Award, den Grammy Legend Award und seit 1991 – über ihre Wohltätigkeitsorganisation MusiCares – die Auszeichnung MusiCares Person of the Year.
Mit der Auszeichnung MusiCares Person of the Year werden Musiker für ihre künstlerischen Leistungen in der Musikindustrie und für ihr gemeinnütziges Engagement ausgezeichnet. Der Name des Preises spiegelt die Zielsetzung der Organisation MusiCares wider, die von der Recording Academy gegründet wurde, um „bedürftigen Musikern Gesundheitsfürsorge und medizinische Hilfe zu bieten“. Die von der MusiCares-Stiftung ausgewählten Preisträger werden während der „Grammy-Woche“ (einer Reihe von Galaveranstaltungen kurz vor der jährlichen Grammy-Preisverleihung) mit einem „All-Star-Konzert“ geehrt. Die Einnahmen aus den Konzerten gehen in die Arbeit der Stiftung ein.
Von 1991 bis 1993 wurden die ersten drei Auszeichnungen an die US-amerikanischen Musiker David Crosby, Bonnie Raitt und Natalie Cole verliehen. Die kubanoamerikanische Sängerin Gloria Estefan erhielt die Auszeichnung 1994, gefolgt von den Amerikanern Tony Bennett und Quincy Jones. Zwischen 1997 und 2004 ging der Preis an die britischen Musiker Phil Collins, Sir Elton John und Sting, den italienischen Opern-Tenor Luciano Pavarotti, die US-Amerikaner Stevie Wonder, Paul Simon und Billy Joel und den irischen Musiker Bono. Weitere US-Amerikaner erhielten die Auszeichnung zwischen 2005 und 2009 – Brian Wilson, James Taylor, Don Henley, Aretha Franklin und Neil Diamond. Dem Kanadier Neil Young wurde die Auszeichnung 2010 verliehen, Barbra Streisand, Sir Paul McCartney und Bruce Springsteen wurden in den Jahren 2011, 2012 und 2013 geehrt. Carole King erhielt den Preis 2014, gefolgt von Bob Dylan im Jahr 2015. Lionel Richie wurde 2016 zum Preisträger ernannt, gefolgt von Tom Petty im Jahr 2017. Der Preisträger 2018, die Band Fleetwood Mac, wurde die erste Rockband, die den Preis gewann. Im Jahr 2019 erhielt Dolly Parton als erste Country-Künstlerin die Auszeichnung.

## Preisträger
| Jahr | Preisträger                                                                              | Nationalität                              | Lebensdaten                                 | Bild des/der Künstler |
| ---- | ---------------------------------------------------------------------------------------- | ----------------------------------------- | ------------------------------------------- | --- |
| 1991 | David Crosby                                                                             | Vereinigte Staaten                        | * 1941                                      | A man with a mustache and shoulder-length hair wearing jeans and holding a guitar, standing behind a microphone.                                                                                              |
| 1992 | Bonnie Raitt                                                                             | Vereinigte Staaten                        | * 1949                                      | A woman with red hair wearing black clothing and hoop earrings playing the guitar and singing into a microphone. The American flag appears in the background.                                                 |
| 1993 | Natalie Cole                                                                             | Vereinigte Staaten                        | * 1950 – † 2015                             | A woman wearing earrings, a bracelet and a multi-colored spaghetti strapped dress, with both holds folded over a microphone.                                                                                  |
| 1994 | Gloria Estefan                                                                           | Kuba Vereinigte Staaten                   | * 1957                                      | The side view of a woman with her eyes closed, singing into a microphone and playing a black guitar. |
| 1995 | Tony Bennett                                                                             | Vereinigte Staaten                        | * 1926                                      | An older man holding a microphone in one hand, his arms held out, smiling and wearing a black suit with a white dress shirt.                                                                                  |
| 1996 | Quincy Jones                                                                             | Vereinigte Staaten                        | * 1933                                      | An older man with a white mustache, wearing a black tie, red dress shirt, gray jacket, and a name badge that hangs from a string around his neck.                                                             |
| 1997 | Phil Collins                                                                             | Vereinigtes Königreich                    | * 1951                                      | A man with a shaved head wearing black and singing into a microphone. The background contains dotted lighting on a stage.                                                                                     |
| 1998 | Luciano Pavarotti                                                                        | Italien                                   | * 1935 – † 2007                             | A man in a dress coat and white shirt with an open mouth, which is framed by dark facial hair. |
| 1999 | Stevie Wonder                                                                            | Vereinigte Staaten                        | * 1950                                      | A man smiling, wearing black sunglasses and colorful clothing, behind a microphone. |
| 2000 | Elton John                                                                               | Vereinigtes Königreich                    | * 1947                                      | |
| 2001 | Paul Simon                                                                               | Vereinigte Staaten                        | * 1941                                      | A man behind a microphone holding an acoustic guitar and wearing a yellow shirt and black hat. |
| 2002 | Billy Joel                                                                               | Vereinigte Staaten                        | * 1949                                      | A man with a goatee and his eyes closed behind a microphone on a piano, wearing a black shirt and striped jacket.                                                                                             |
| 2003 | Bono                                                                                     | Irland                                    | * 1960                                      | A man with facial hair wearing a leather jacket, a black shirt, an earring, and tinted glasses with a star along the frame.                                                                                   |
| 2004 | Sting                                                                                    | Vereinigtes Königreich                    | * 1951                                      | A man with a v-neck, white T-shirt wearing a necklace and bracelet standing behind a microphone, holding a guitar.                                                                                            |
| 2005 | Brian Wilson                                                                             | Vereinigte Staaten                        | * 1942                                      | |
| 2006 | James Taylor                                                                             | Vereinigte Staaten                        | * 1948                                      | |
| 2007 | Don Henley                                                                               | Vereinigte Staaten                        | * 1947                                      | A man wearing a black tie and white dress shirt with an electric guitar hanging from a strap around his neck. His left arm is raised, with his index finger pointed upwards. In the background is a drum set. |
| 2008 | Aretha Franklin                                                                          | Vereinigte Staaten                        | * 1942 – † 2018                             | A woman her mouth open, holding a microphone. She is wearing a gray hat with a large bow, gray gloves, and a gray jacket. In the background is a crowd of people.                                             |
| 2009 | Neil Diamond                                                                             | Vereinigte Staaten                        | * 1941                                      | A man behind a microphone holding a black guitar, wearing a black dress shirt with embellishments. |
| 2010 | Neil Young                                                                               | Kanada                                    | * 1945                                      | Black and white image of an older man with sideburns wearing a white dress shirt with his sleeves rolled up, holding a guitar.                                                                                |
| 2011 | Barbra Streisand                                                                         | Vereinigte Staaten                        | * 1942                                      | A woman with blond hair, wearing a white dress and jeweled necklace. |
| 2012 | Paul McCartney                                                                           | Vereinigtes Königreich                    | * 1942                                      | Paul McCartney Performs in Dublin. |
| 2013 | Bruce Springsteen                                                                        | Vereinigte Staaten                        | * 1949                                      | Bruce Springsteen Performs in Spain. |
| 2014 | Carole King                                                                              | Vereinigte Staaten                        | * 1942                                      | Carole King. |
| 2015 | Bob Dylan                                                                                | Vereinigte Staaten                        | * 1941                                      | |
| 2016 | Lionel Richie                                                                            | Vereinigte Staaten                        | * 1949                                      | |
| 2017 | Tom Petty                                                                                | Vereinigte Staaten                        | * 1950 – † 2017                             | |
| 2018 | Fleetwood Mac: Mick Fleetwood John McVie Christine McVie Lindsey Buckingham Stevie Nicks | Vereinigte Staaten Vereinigtes Königreich | * 1947 * 1945 * 1943 – † 2022 * 1949 * 1948 | |
| 2019 | Dolly Parton                                                                             | Vereinigte Staaten                        | * 1946                                      | |
| 2020 | Aerosmith: Joe Perry Steven Tyler Tom Hamilton Joey Kramer Brad Whitford                 | Vereinigte Staaten                        | * 1950 * 1948 * 1951 * 1950 * 1952          | |
| 2022 | Joni Mitchell                                                                            | Kanada                                    | * 1943                                      | |
| 2023 | Berry Gordy Smokey Robinson                                                              | Vereinigte Staaten                        | * 1929 * 1940                               | |
| 2024 | Jon Bon Jovi                                                                             | Vereinigte Staaten                        | - 1962                                      | |